# Heijunka
Heijunka ou nivelamento da produção é um conceito relacionado a programação da produção, e um programa nivelado é obtido pelo sequenciamento dos pedidos.
O Heijunka converte a instabilidade da demanda dos clientes em um nivelado e previsível processo de manufatura, e é geralmente usado em combinação com outras técnicas lean de produção para estabilizar o fluxo de valor. É o principal conceito que ajuda a trazer estabilidade para o processo de manufatura.
Nivelamento da produção é definido por F. Robert Jacobs; Richard B. Chase como a harmonização do fluxo de produção para refrear ondas de reações que normalmente ocorrem devido a variações de programação. Quando é feita uma alteração na montagem final, as mudanças repercutem em toda a linha e cadeia de suprimentos. A única maneira de eliminar o problema é fazer que os ajustes sejam os mínimos possíveis, por meio da definição de um plano de produção mensal sólido para o qual a taxa de produção é congelada. A Toyota descobriu que poderia fazer isso fabricando o mesmo mix de produtos todos os dias em pequenas quantidades. Assim, eles sempre possuem um mix total disponível para atender às variações de demanda. A Toyota cria um plano de produção anual que mostra o número total de carros a serem fabricados e vendidos. O plano agregado de produção cria os requisitos do sistema para produzir esse total com uma programação nivelada. O segredo para o sucesso na programação nivelada japonesa é o nivelamento da produção. Esse plano é traduzido em programações mensais e diárias que dão a sequência dos produtos por meio do sistema de produção. O procedimento é essencialmente este: dois meses antes, estabelecem-se os tipos de carros e as quantidades necessárias. Isso é convertido em um plano detalhado com um mês de antecedência. As quantidades são passadas aos subcontratados e aos fornecedores, para que possam planejar como atender às necessidades da Toyota. As necessidades dos vários tipos de carros são então traduzidas em programações diárias. Por exemplo, se forem necessárias 8 mil unidades do carro tipo A em um mês, e 6 mil do tipo B, 4 mil do tipo C e 2 mil do tipo D, e se considerarmos que a linha funciona 20 dias por mês, tudo isso seria traduzido em uma produção diária de 400, 300, 200 e 100, respectivamente. Ademais, esse cenário formaria uma sequência de quatro unidades de A, três de B, duas de C e uma de D a cada 9,6 minutos de um dia com dois turnos (960 minutos). Cada trabalhador opera uma série de máquinas, produzindo uma sequência de produtos. Para usar essa técnica de programação nivelada: (1) a produção deve ser repetitiva (formato de linha de montagem); (2) o sistema deve incluir a capacidade em excesso; (3) a produção do sistema deve ser fixada por um período (preferencialmente um mês); (4) deve haver um relacionamento harmonioso entre o departamento de compras, marketing e produção; (5) o custo decorrente do estoque deve ser alto; (6) os custos dos equipamentos devem ser baixos; (7) a mão de obra deve ser multifuncional.
O nivelamento da produção é uma das possíveis estratégias do planejamento da produção (existem basicamente três estratégias do planejamento da produção: i. de acompanhamento, ii. mão de obra estável - horas de trabalho variáveis e iii. nivelamento; elas envolvem os trade-offs entre o volume da mão de obra, as horas de trabalho, o estoque e os pedidos pendentes - backlog). Na estratégia de nivelamento, mantenha uma mão de obra estável trabalhando a uma taxa constante de produção, as deficiências e os excessos são absorvidos pelos níveis flutuantes de estoque, pedidos pendentes e vendas perdidas. Os empregados se beneficiam das horas de trabalho estáveis à custa dos níveis potencialmente diminuídos de atendimento ao cliente e à custa dos estoques aumentados. Outra preocupação é a possibilidade de produtos estocados se tornarem obsoletos.
Heijunka é a criação de uma programação nivelada através do seqüenciamento de pedidos em um padrão repetitivo e do nivelamento das variações diárias de todos os pedidos para corresponder à demanda no longo prazo. Dito de outra maneira, heijunka é o nivelamento das quantidades e tipos de produtos.
A programação da produção através do heijunka permite a combinação de itens diferentes de forma a garantir um fluxo contínuo de produção, nivelando também a demanda dos recursos de produção. O heijunka, da forma como é utilizado na Toyota, permite a produção em pequenos lotes e a minimização dos inventários. Este sistema origina uma subdivisão de lotes mesmo que seja possível uma produção com a união deles e faz com que o volume de produção se mantenha (Galgano, 2003, p. 113).
As suas vantagens são (Galgano, 2003, p. 116-117, p.120):
- uma maior rapidez na satisfação da procura dos clientes;
- diminuição de estoques;
- menor ocupação dos armazéns;
- permite fabricar ao mesmo tempo grandes quantidades de produtos diferentes.

O Heijunka foi aprimorado pela Toyota em meados do século XX, tornando-se um dos pilares do Lean Manufacturing (ou simplesmente "lean"). No Brasil, o Lean Institute Brasil, instituto de pesquisa sem fins lucrativos com missão de disseminar as práticas lean, atua no treinamento de pessoas para a utilização das ferramentas lean, incluindo a prática do Heijunka que tem como principais objetivos o nivelamento da produção e redução de custos.